# Aerolínea regional

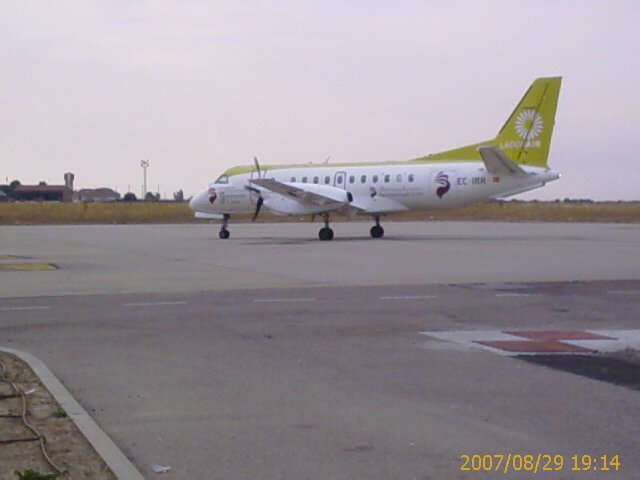
Saab 340 de Lagunair en el aeropuerto de Valladolid.

Una aerolínea regional es una aerolínea que opera aviones regionales que proporciona un transporte de pasajeros por el medio aéreo a comunidades sin suficiente demanda para atraer a una aerolínea tradicional. Una aerolínea regional tiene dos formas de efectuar sus vuelos:
1. Como una aerolínea de alimentación, a través de un contrato con una aerolínea importante, bajo la marca de la compañía principal, pudiendo efectuar dos papeles:
  1. Transportando pasajeros a la base de la compañía principal desde las comunidades de los alrededores (esto es conocido como alimentación regional o tráfico regional).
  2. Incrementando frecuencias de vuelo en los mercados de la aerolínea principal durante momentos del día, o, días de la semana cuando la demanda no aconseja el uso de aeronaves grandes.
2. Operando bajo su propia marca, proporcionando vuelos a comunidades pequeñas o aisladas, por lo que esta aerolínea es el único medio de conexión razonable a las grandes ciudades. Un ejemplo de estas es Peninsula Airways, que enlaza las remotas Islas Aleutianas de Alaska con Anchorage. En estas, es frecuente el uso del término aerolínea de conexión.

## Historia

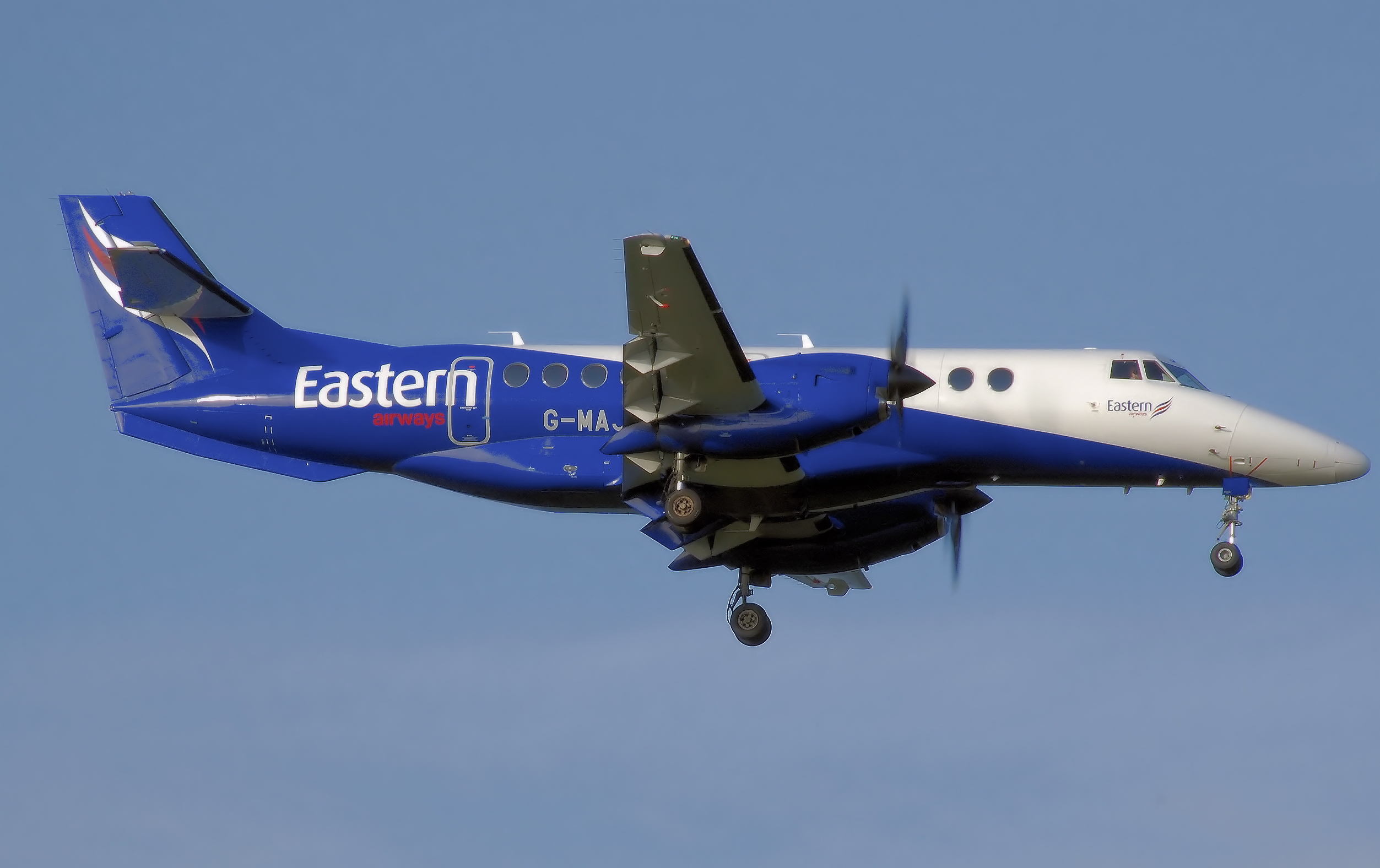
British Aerospace Jetstream 41 de la aerolínea regional inglesa Eastern Airways.

Las aerolíneas comenzaron operando aviones de hélice en rutas cortas, algunas veces en vuelos de cien millas. En los primeros tiempos de la aviación comercial algunos aviones ya tenían alcances mayores que esos, y sin embargo las aerolíneas ya operaban con anterioridad a su zona de servicio. Es decir, no había una fuerte distinción entre las aerolíneas regionales y cualquier otro tipo de aerolínea. Esto cambió radicalmente con la introducción de los aviones de largo recorrido, que solían ser operados por aerolíneas de bandera, como British Overseas Airways Corporation y Trans-Canada Airlines. Cuando las compañías de bandera crecieron en importancia con el incremento de pasajeros de largo radio, las pequeñas aerolíneas encontraron un nicho de mercado de transportar a los pasajeros en las pequeñas distancias a los aeropuertos principales de las compañías de bandera. Esta operatividad fue a menudo contratada, formando las aerolíneas de alimentación.
Durante los 60 y 70, los aviones diseñados para la Segunda Guerra Mundial, principalmente el DC-3, fueron reemplazados por otros de mejores características como los turbohélice o los reactores como el Fokker F27 Friendship o el BAC One-Eleven. Esto incrementó el radio de alcance de las regionales significativamente, propiciando un gran número de acuerdos entre las regionales y las tradicionales, que ahora estaban con aviones excesivamente grandes y caros para gran cantidad de aeropuertos.
A comienzos de los 90, aviones turbohélice más avanzados, con un consumo más eficiente y menos ruidosos para el pasajero que el DC-3 fueron reemplazando a los aviones previos. Estos nuevos aviones son, entre otros, el Embraer/FMA CBA 123 Vector de 19 plazas y el Dornier 328, pero que apenas mejoraron levemente los resultados financieros, en parte debido a la crisis económica en la industria aérea como resultado del incremento del petróleo por las hostilidades generadas cuando Irak invadió Kuwait. Muchas de las aerolíneas regionales que operaban con turbohélices como es el caso de la asociada a Delta, Comair, y muchas otras aerolíneas en los Estados Unidos decidieron afrontar el problema cambiando su flota de turbohélices regionales por una flota compuesta exclusivamente por reactores regionales. El efecto se hizo presente en Europa, y muy especialmente Reino Unido, a finales de los 90 con los diseños de Embraer o Canadair. Esta evolución dirigida a los aviones de reacción, situó a las aerolíneas regionales independientes en competencia directa con las aerolíneas tradicionales, obligando a efectuar aún más consolidaciones de vuelo.

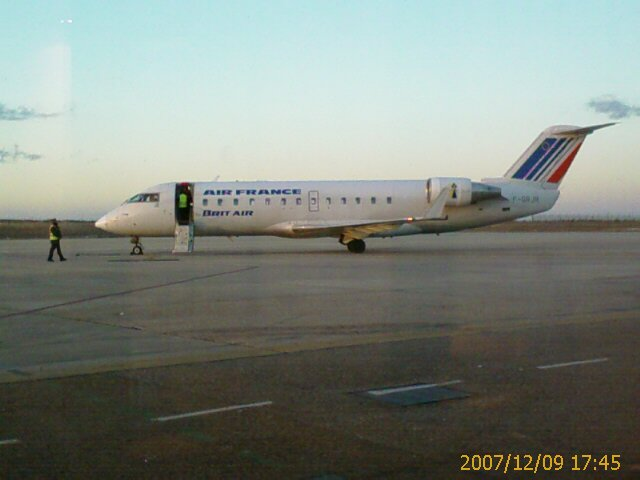
CRJ100 de Brit Air (Air France Regional) estacionado en el aeropuerto de Valladolid.

Sin embargo, las aerolíneas regionales se ven a menudo como pequeñas, y como no muy lucrativas, en términos de ingresos, y muchas de las que están a las órdenes de una aerolínea tradicional, no reciben su nombre salvo que operen aviones de menos de cien plazas.
A comienzos y mediados de 1985, aparecieron un buen número de compañías. Mientras, las aerolíneas regionales existentes crecieron en tamaño y los aviones regionales se volvieron más rápidos, y tenían un mayor alcance. En los últimos años, las aerolíneas regionales se han vuelto más cómodas para el pasajero con cabinas de pasajeros con un diseño más ergonómico, y un mayor número de clases de viaje.
Las flotas de estas aerolíneas abarcan desde menos de 50 asientos y turbohélice, hasta los aviones regionales a reacción; y así, a día de hoy las aerolíneas regionales operan con aviones como son los CRJ700, los CRJ900, o los CRJ1000 o, los brasileños Embraer E-Jets, como aviones de mayor capacidad, hasta los pequeños Embraer EMB-120, los Embraer 135, los Embraer 145 o los CRJ200. Muchos de estos aviones son capaces de volar grandes distancias con mayores niveles de confort que sus rivales y anticuados aviones regionales del pasado.

### Importancia histórica de las aerolíneas regionales
En el mundo, las aerolíneas regionales son un pilar fundamental en el sistema del transporte aéreo de pasajeros. Los gobiernos incentivaron la creación de aerolíneas regionales para proporcionar un transporte aéreo entre las pequeñas poblaciones y las grandes ciudades, en donde los pasajeros podían embarcar en alguna de las grandes aerolíneas de red.
Tal vez la primera aerolínea regional (entonces llamadas aerolíneas de conexión) fue Wright Airlines, fundada por la leyenda aérea Gerald Weller en Cleveland, Ohio. La aerolínea tenía su base en el Aeropuerto Burke Lakefront de Cleveland, convirtiéndose en la primera aerolínea regional del aeropuerto. Cuando las compañías empezaron a hacer acto de presencia en Burke, Wright Airlines se resintió, declarando la bancarrota a finales de los 80, convirtiéndose, así mismo, en la última aerolínea en abandonar el Aeropuerto Burke Lakefront (el tráfico comercial de Cleveland se traspasó al Aeropuerto Internacional de Cleveland Hopkins).

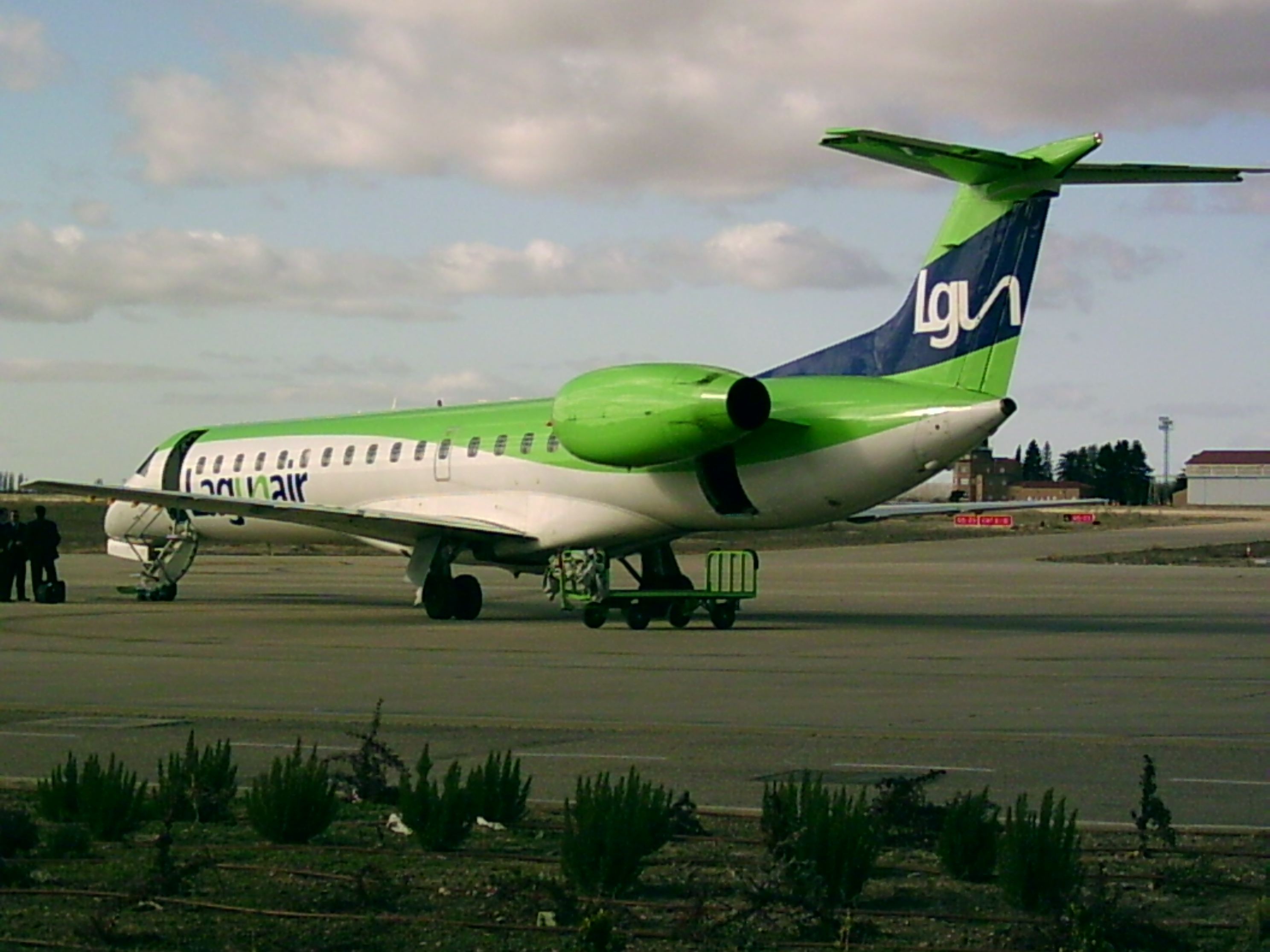
ERJ145 de Lagunair estacionado en el aeropuerto de Valladolid.

Algunos otros ejemplos de aerolíneas regionales que ya no están en activo son:
- Allegheny Airlines
- Bonanza Air Lines
- Frontier Airlines
- Lagunair
- Mohawk Airlines
- North Central Airlines
- Piedmont Airlines
- Southern Airways
- Southwest Airways (bautizada como Pacific Air Lines en 1958)
- West Coast Airlines

Algunas aerolíneas utilizan hoy en día estos nombres; sin embargo, no son las sucesoras directas de estas aerolíneas; tal es el caso de la bajo coste Southwest o Frontier.
Las desregularizaciones de la industria aérea efectuados en diversos países limitó el número de subsidiarias que operaban vuelos regionales, no solo por la competencia entre ellas, si no también por la bajada general de precios. Sin embargo, la necesidad de unir pequeñas ciudades con los principales centros se lograron mantener, al ser vital en muchos casos, para la subsistencia económica del transporte aéreo y en consecuencia, con el transcurso de los años, se volvieron a recuperar buena parte de los vuelos que se habían perdido en la desregularización.
Una alternativa a las operaciones de las aerolíneas regionales es el nuevo sistema de transporte de pequeñas aeronaves en unión con la aviación general y los VLJs. Con su introducción, las conexiones regionales se volvieron más frecuentes.

## Aerolíneas regionales hoy
Muchas aerolíneas tradicionales, especialmente en Norteamérica, disponen de relaciones de operación con una o más compañías regionales de vuelo. Los aviones portan a menudo la librea de la compañía para la que operan los vuelos. Estas aerolíneas pueden ser filiales de la aerolínea principal o volar bajo un acuerdo de código compartido. Ejemplos de filiales son AMR Corporation propietaria de las filiales regionales American Eagles Holdings Corporation: "American Eagle Airlines" y Executive Airlines que vuelan con la misma marca de American Eagle, o a ACE Aviation Holdings con la filial Air Canada Jazz.

### Marcas regionales del mundo
Las grandes aerolíneas optaron por depositar su confianza en operadores de pequeñas aeronaves que proporcionase vuelos o añadiese frecuencias a algunos aeropuertos.
Muchas aerolíneas, a menudo operan con acuerdos de código compartido con las aerolíneas principales, y a menudo con la librea de la aerolínea principal. Por ejemplo, la compañía de aerolínea regional de Continental Connection, CommutAir, pinta su flota en colores de Continental Connection. En el lado contrario, se encuentra la aerolínea regional Gulfstream International Airlines no pinta ninguno de sus aviones de los colores Continental Connection. Pinnacle Airlines Corporation, propietaria de la aerolínea regional Colgan Air, pinta algunos de sus aviones en colores de la propia Colgan Air, así como el resto van pintados con los colores de Continental Connection, US Airways Express, y United Express, con las que mantiene actualmente acuerdos de operación.
Hyannis Air Service, propiedad de la aerolínea regional Cape Air, opera también para Continental Connection, pero al mismo tiempo opera una flota de aviones para sí misma y Hyannis Air Service pero bajo el nombre de Nantucket Airlines. Muchas aerolíneas de pasajeros encuentran estas submarcas muy confusas, mientras que muchas otras aerolíneas están contentas de operar sus aviones para alguna gran aerolínea.
Históricamente, una de las primeras aerolíneas regionales independientes en todo el mundo que efectuase vuelos con la imagen y esquema de colores de una gran aerolínea fue Air Alpes de Francia, que operó para Air France. Durante 1974, Air Alpes pintó sus nuevos reactores regionales, que les fueron entregados, en los colores de Air France. El éxito de esta operación de una aerolínea pequeña operando para otra más grande pronto se tradujo en un incremento del número de pasajeros de Air Alpes, y ello llevó a que se decidiesen pintar otros aviones como el Fokker F-27 en los colores de Air France también.
Algunas de las aerolíneas más conocidas en el mundo por su operación para alguna aerolínea tradicional son:

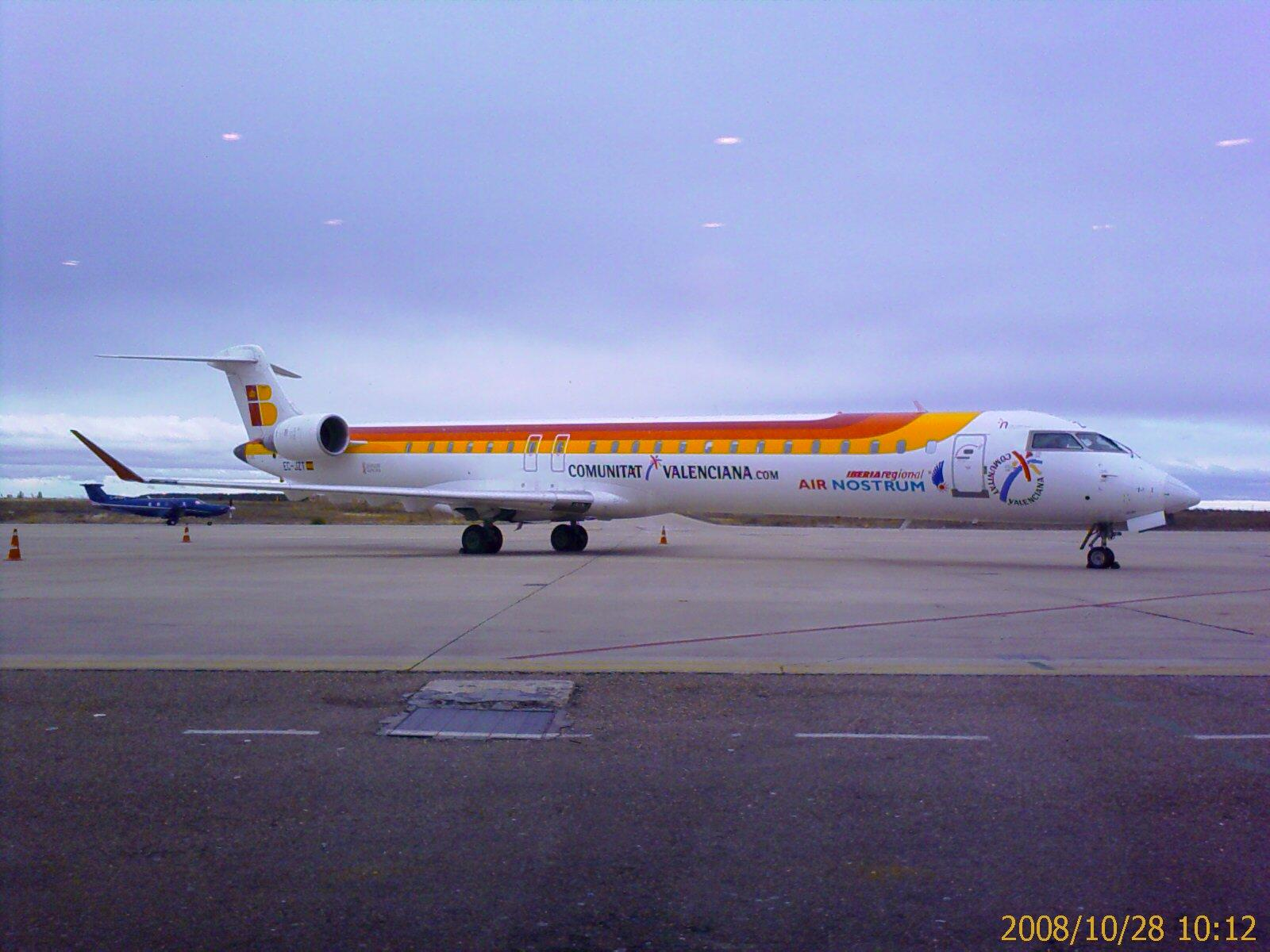
CRJ900 de Air Nostrum estacionado en el aeropuerto de Valladolid.

- Austral Líneas Aéreas (opera para Aerolíneas Argentinas)
- Air Nostrum (opera para Iberia)
- Alitalia Express
- Allegheny Commuter (desaparecida)
- America West Express (Ahora opera como US Airways Express)
- American Eagle (que operó para TWA y actualmente opera para American Airlines)
- AmericanConnection
- ATA Connection (desaparecida)
- Brit Air (opera para Air France)
- Continental Connection
- Continental Express
- Delta Connection
- Eurolot (opera para LOT Polish Airlines)
- Frontier JetExpress
- Lufthansa Cityline
- Midwest Connect
- Midway Connect (desaparecida)
- Northwest Airlink
- Pan Am Express (desaparecida)
- Règional (Opera para Air France)
- United Express
- US Airways Express
- Clic Air (opera para Avianca)

A continuación se listan otras aerolíneas que también operan para alguna compañía tradicional, pero, como marca de una aerolínea regional ya existente. Muchas de estas aerolíneas cuentan con historiales judiciales así como, han tenido problemas para adecuarse al dba en algunas secciones o, en sus compañías.
- go!
  - una aerolínea regional de Mesa Airlines, y a su vez filial de la compañía de aerolíneas regionales Mesa Air Group.
- go!Express
  - una aerolínea regional, que opera en código compartido la aerolínea regional Mokulele Airlines para la aerolínea de Mesa Air Group, Mesa Airlines, en la división conocida como go!
- PWExpress
  - una aerolínea regional de la regional Pacific Wings, con código IATA LW que es propiedad de la compañía Pacific Air Holdings.
- New Mexico Airlines
  - Una marca de la aerolínea regional Pacific Wings, con código IATA LW que es propiedad de Pacific Air Holdings. New Mexico Airlines se encarga de operar para Air Midwest los vuelos que ha abandonado Mesa Air Group.
- Mesa
  - una marca de la aerolínea regional Air Midwest, filial de la compañía Mesa Air Group

- Nantucket Airlines

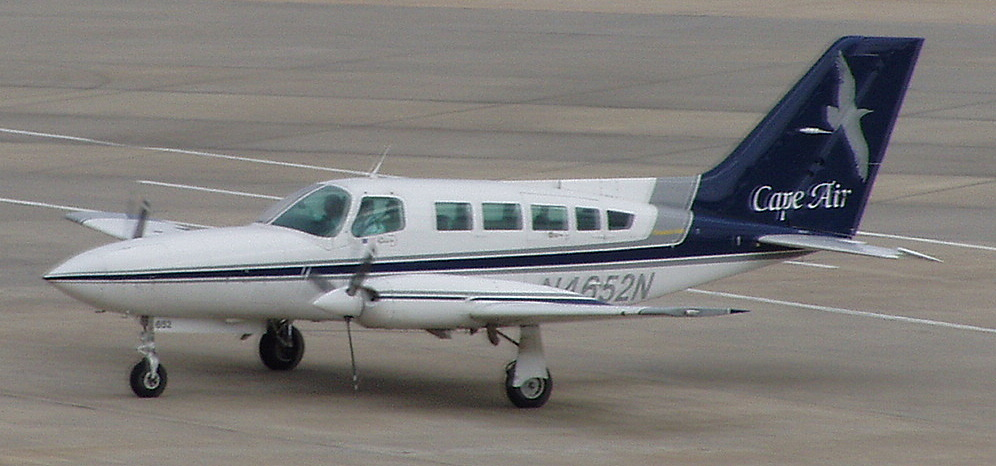
Cessna 402C de Hyannis Air Service - Cape Air.

  - una aerolínea de alimentación que opera para la aerolínea regional Cape Air que es propiedad de Hyaniss Air Services.
- Pan Am Clipper Connection (Desaparecida)[2]
  - una marca operada por la difunta aerolínea regional Boston-Maine Airways que operaba para la Pan Am System's.

### Compañías de aerolíneas regionales
Muchas aerolíneas regionales pequeñas han crecido de manera importante, normalmente bajo la fusión virtual en un conglomerado de compañías como hiciera la pionera en el campo, AMR Corporation, en 1982. AMR creó la AMR Eagle Holding Corporation que unificó a American Eagle Airlines y Executive Airlines en una sola división, pero manteniendo los certificados de operación y al personal separados de ellas y de American Airlines.
Algunas de las más significativas en este campo son:
- Pinnacle Airlines Corp.[4][5] propietaria de:
  - Colgan Air
  - Pinnacle Airlines
- Republic Airways Holdings[6]
- SkyWest, Inc.
  - SkyWest Airlines
  - Atlantic Southeast Airlines
- Trans States Holdings[7] propietarios de las aerolíneas:
  - GoJet
  - Trans States Airlines

### Otras aerolíneas regionales

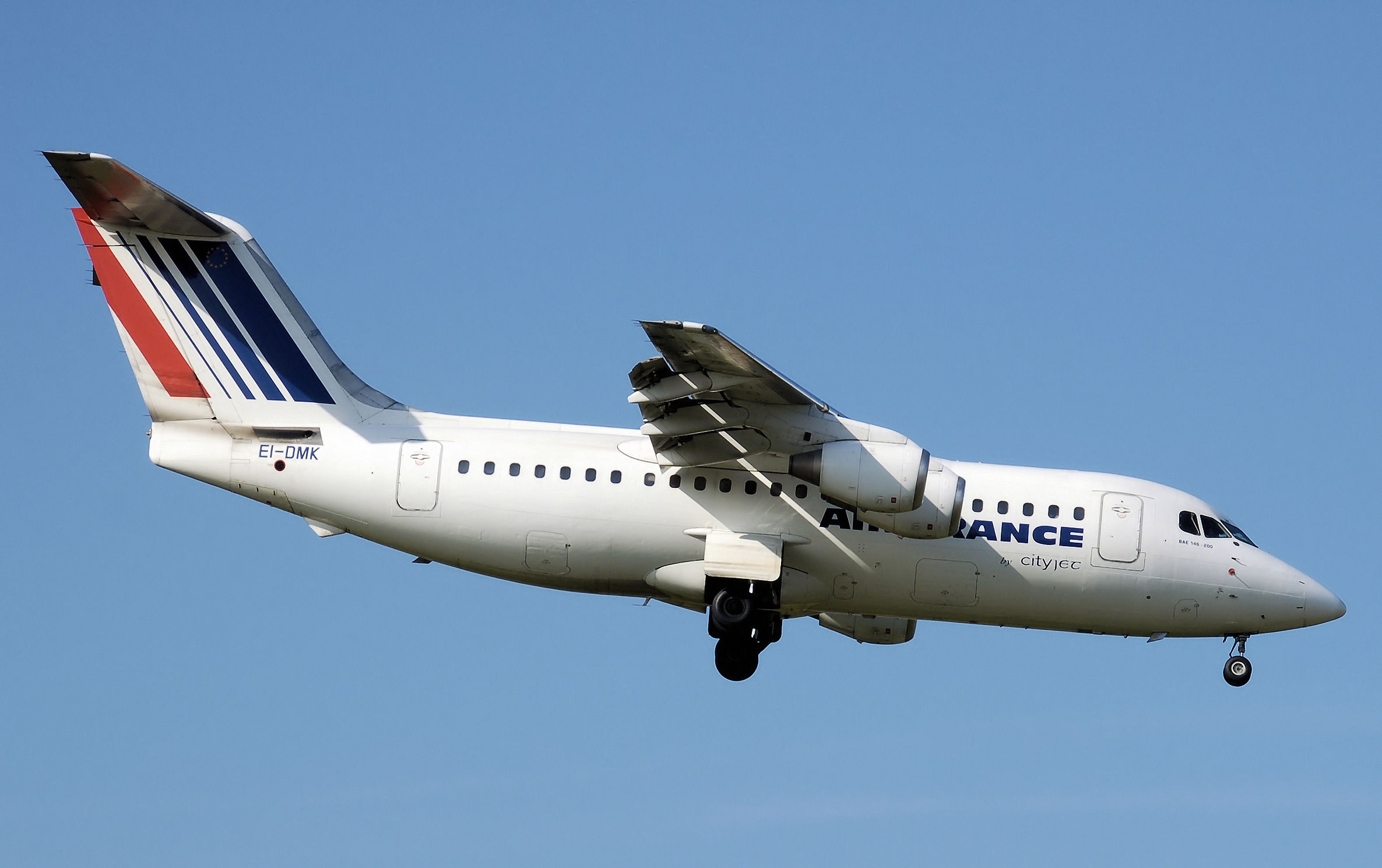
CityJet es una aerolínea regional europea que efectúa vuelos para Air France. En este caso se trata de un British Aerospace 146-200.

En el caso específico de Europa, los vuelos suelen ser comunitarios, y, para satisfacer las necesidades de transferencia, más que para conectar con una base de operaciones.
En las islas británicas por ejemplo, BA CityFlyer una filial de British Airways usaba la librea Chatham Dockyard Union Flag de la matriz. En una categoría algo diferente, ExpressJet Airlines otra aerolínea regional, pero que es independiente de una aerolínea principal, opera sus 205 aviones con la marca de Continental Airlines, Inc., bajo el nombre de Continental Express. En este campo, todas las aerolíneas precedentes operaban para transportar pasajeros a los aeropuertos principales de la compañía para la que operaban, donde podrían embarcar en vuelos de más distancia en la aerolínea regional también conocida como aerolínea de bandera, y en aviones más grandes. De ahí su nombre de "aerolíneas de alimentación". La estructura separada permite a la compañía operar con diferentes esquemas de precios, a menudo más caros que sus aerolíneas principales.
Muchas de las aerolíneas regionales de Europa son filiales de las compañías de bandera, aunque también existe una fuerte presencia de aerolíneas regionales independientes. Están basadas en modelos de negocios con un servicio completo como en las aerolíneas tradicionales a compañías de tipo aerolínea de bajo coste.
Otros ejemplos de aerolíneas europeas son:
- Air Southwest
- Aer Arann
- Aurigny Air Services
- BA Connect
- Binter Canarias
- Blue Islands
- Cimber Air
- Eastern Airways
- Flybe
- Islas Airways
- Portugália
- VLM Airlines

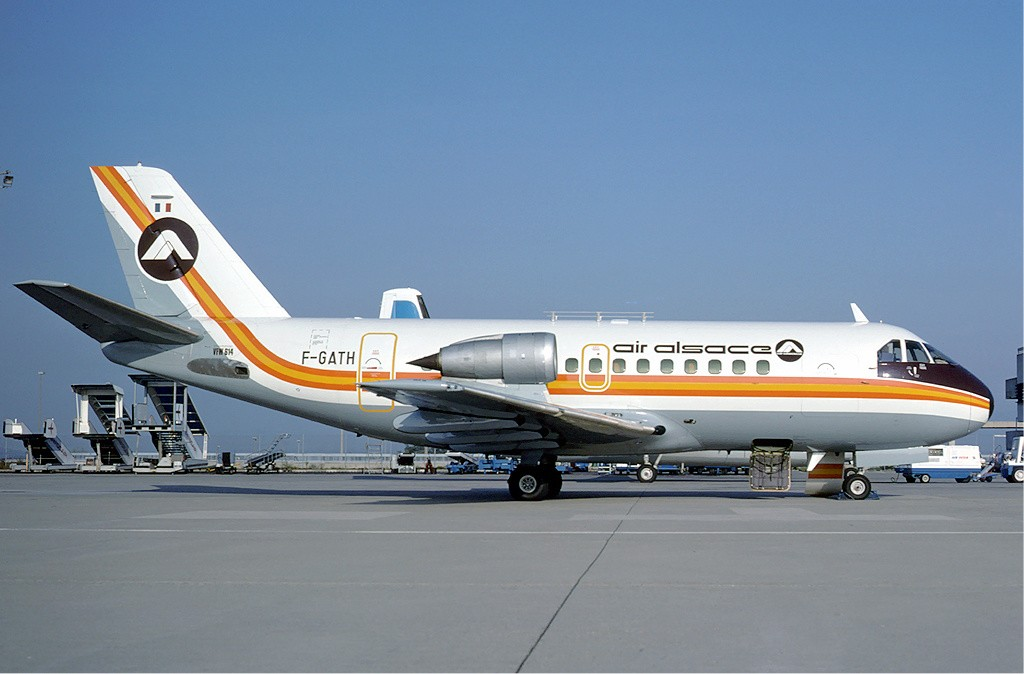
VFW-614 de Air Alsace en el aeropuerto de Basilea en 1977.

Otras aerolíneas regionales en el mundo son:
- Transportes Aéreos Regionales
- Qantaslink
- Regional Airlines
- Click!
- Aeroméxico Connect
- TAG Airlines
- Satena